# Relato de Nestor Iskander sobre la Toma de Tsargrad
El relato de Nestor Iskander sobre la Toma de Tsargrad (en ruso: Повесть o взятии Царьграда) es un relato ruso de finales del siglo XV y principios del xvi sobre la caída de Constantinopla. Es existente en dos redacciones, ambos de los cuales se cree que se derivan de un solo original ahora perdido. La denominada redacción «Iskanderiana», existente en una sola copia, es parte de un manuscrito de principios del siglo XVI del monasterio de la Trinidad y San Sergio (colección de la Trinidad y San Sergio n. ° 773), e incluye una referencia al supuesto autor, Nestor Iskander. La redacción de la «crónica» mucho más común forma el capítulo final de la crónica rusa de 1512, y se diferencia de la redacción «Iskanderiana»' principalmente en que no hace referencia al autor.

## Precisión histórica
La precisión histórica del relato, en comparación con otros relatos de la caída de Constantinopla, es bastante baja. Se dice que los enormes cañones fabricados por el maestro húngaro Orbán para los otomanos en Adrianópolis fueron lanzados por las murallas de Constantinopla. Los intentos otomanos de asaltar las murallas de la ciudad, que tuvieron lugar durante la noche para minimizar las víctimas del fuego defensivo, tienen lugar durante el día. Podría decirse que el evento más impresionante de la campaña, el lanzamiento de galeras por parte de los otomanos al Cuerno de Oro tirando de ellas por tierra, es notoriamente ignorado. Los eventos astronómicos y meteorológicos que se tomaron como los presagios de la caída de la ciudad son confusos. Contrariamente al relato, el patriarca ortodoxo no estuvo presente en la ciudad durante el asedio, y la emperatriz bizantina había fallecido anteriormente. También muy sospechoso en un relato que dice ser de un testigo ocular es el hecho de que faltan detalles topográficos o están confusos.
Nestor Iskander dice ser un ruso («Iskander» el nombre en turco para «Alejandro») que fue capturado a una edad temprana por los otomanos, circuncidado y obligado a convertirse al Islam, aunque seguía siendo cristiano de corazón. Supuestamente estuvo en el campo otomano durante el asedio de Constantinopla, y luego recopiló más datos sobre el evento de los testigos bizantinos sobrevivientes. El problema con esta afirmación, además de las inexactitudes históricas señaladas anteriormente, es el dominio del lenguaje y el estilo literario de Iskander, que muestran que es muy erudito y educado, y probablemente era un monje. Por lo tanto, se supone que Nestor Iskander es un autor imaginario y el relato se compiló a partir de fuentes griegas y eslavas. En vista de esto y de los elementos manifiestamente ficticios de la obra, no debe utilizarse como fuente histórica.

## Estilo
El relato es notable por su narrativa animada y representaciones detalladas de escenas de batalla. Después de una parte inicial que relata la fundación de Constantinopla y su significado, el asedio en sí se narra en términos de la valiente pero trágica defensa de los bizantinos contra los otomanos, que están destinados a vencer no por su fuerza militar, sino porque Dios había decidido castigar a los bizantinos por sus pecados anteriores. A los personajes principales se les da profundidad psicológica, e incluso el sultán otomano Mehmed II lamenta sus pérdidas. La representación de Mehmed II después de la caída de la ciudad es inusual en términos de fanatismo religioso medieval, ya que es misericordioso con los sobrevivientes y glorifica a los bizantinos y su último emperador, Constantino XI Paleólogo. En general, aunque completamente poco confiable, el relato es una obra maestra en el género de la ficción histórica.

## Significado
El relato termina con una referencia a una leyenda griega de que Constantinopla eventualmente será liberada de los paganos por un pueblo rubio o de piel clara, pero la traducción rusa de esto como «rusii rod» se asocia fácilmente con «russkii rod», es decir, «pueblo ruso». " Así, el cuento de Nestor Iskander llegó a ser leído como el primer texto que reivindica el destino de los rusos de conquistar Constantinopla, un tema que cobraría importancia en los siglos xviii y xix.